# 亮褐背孔電鰻
亮褐背孔電鰻，為輻鰭魚綱電鰻目線翎電鰻科的其中一種，為熱帶淡水魚，分布於南美洲巴西Solimões河及秘魯烏卡亞利河流域，體長可達18.4公分，棲息在底中層水域，生活習性不明。

## 扩展阅读
維基物種上的相關：亮褐背孔電鰻